# Іванай (Хоккайдо)

42°58′44″ пн. ш. 140°30′33″ сх. д. / 42.97889° пн. ш. 140.50917° сх. д.
Івана́й (яп. 岩内町, いわないちょう, МФА: [iwanai̯ t͡ɕoː]) — містечко в Японії, в повіті Іванай округу Сірібесі префектури Хоккайдо. Станом на 1 жовтня 2008 року площа містечка становила 70,63 км². Станом на 31 березня 2017 населення містечка становило 13 076 осіб.

## Відомі уродженці
- Танабе Чикара (яп. 田南部 力; нар. 20 квітня 1975) — японський борець вільного стилю, срібний призер Азійських ігор, бронзовий призер Олімпійських ігор.